# Corymbia arnhemensis
Corymbia arnhemensis là một loài thực vật có hoa trong Họ Đào kim nương. Loài này được (D.J.Carr & S.G.M.Carr) K.D.Hill & L.A.S.Johnson mô tả khoa học đầu tiên năm 1995.